# 제2형 당뇨병
제2형 당뇨병(Type 2 diabetes, T2D)은 성인발병당뇨병(adult-onset diabetes)으로도 알려져 있으며, 고혈당(hyperglycemia, high blood sugar), 인슐린 저항(insulin resistance), 인슐린(insulin) 부족 등을 특징으로 하는 당뇨병(diabetes)이다. 주요 증상으로는 다갈증(polydipsia), 다뇨증(polyuria), 체중 감소 등이다. 또한 다식증(polyphagia), 피로감, 치료되지 않는 통증도 있다. 증상은 천천히 진행되기도 한다. 고혈당으로 인한 장기 합병증으로는 심장질환(heart disease), 뇌졸중(stroke), 당뇨망막병증(diabetic retinopathy)이 있으며, 당뇨망막병증은 실명(blindness), 신부전(kidney failure), 사지절단(amputation)을 야기하는 혈류 악화(poor blood flow)를 일으킬 수 있다. 고혈당성 고삼투성 비케톤성 혼수(hyperosmolar hyperglycemic state)가 갑자기 발병하기도 하나, 당뇨병케톤산증(diabetic ketoacidosis)이 흔히 일어난다.
제2형 당뇨병은 주로 비만과 운동 부족으로 인해 발병한다. 일부는 유전으로 인한 발병의 위험을 가지고 있다.
제2형 당뇨병은 전체 당뇨병의 90%를 차지하며, 나머지 10%는 제1형 당뇨병(type 1 diabetes)과 임신성 당뇨병(gestational diabetes)이다. 제1형 당뇨병은 췌장(pancreas) 내 인슐린 생산 베타 세포(beta cell)의 자가면역(autoimmune)성 손실로 인하여 혈당을 조절하는 인슐린 수치의 저하가 수반된다. 당뇨병 진단은 공복혈장검사(fasting plasma glucose), 구강 내당검사(oral glucose tolerance test), 당화 헤모글로빈(glycated hemoglobin, A1C) 등의 혈액검사를 통해 이뤄진다.
제2형 당뇨병은 정상 체중 유지, 규칙적인 운동, 과일과 채소 등의 섭취 증량 및 설탕과 포화지방 섭취의 감축 등을 통한 식단 조절을 통해 예방할 수 있다. 치료책으로는 운동과 식습관 개선이 있다. 혈당이 떨어지지 않으면 치료약으로 메트포민(metformin)이 주로 사용된다. 대부분은 인슐린 주사를 맞아야 한다. 인슐린에 대하여 습관적으로 혈당 수치를 체크해야 하지만, 약물 복용 환자에게는 필요하지 않다. 비만수술(Bariatric surgery)은 비만 환자의 당뇨병을 완화시킨다.
1960년대 이래로 비만 환자의 증가와 함께 제2형 당뇨병 환자 비율은 두드러지게 증가해 왔다. 1985년에는 약3천만명이 진단을 받았지만, 2015년에는 3.92억명이 제2형 당뇨병 진단을 받았다. 보통 중년이나 노년에 발병하지만, 청장년층에서도 발병 비율이 증가하고 있다. 제2형 당뇨병으로 인하여 수명이 10년 단축될 수 있다. 당뇨병은 인류 역사 기록상 최초로 기록된 질병 중 하나로, 기원전 1500년경 작성된 이집트 문서에도 등장한다. 1920년대에 당뇨병에 있어 인슐린 작용의 중요성이 밝혀졌다.

## 징후 및 증상

당뇨병의 주요 증상

당뇨병의 가장 흔한 증상은 다뇨증(frequent urination, polyuria), 다갈증(increased thirst, polydipsia), 다식증(increased hunger, polyphagia), 체중저하(weight loss)가 있다. 흔히 보이는 또다른 증상들로는 흐린 시력(blurred vision), 가려움(pruritus, itchiness), 말초신경증(peripheral neuropathy), 잦은 질염(vulvovaginitis), 피로(fatigue)이다. 기타 증상으로는 미각 상실(loss of taste)이 있다. 그러나 대부분은 첫 몇 년 동안은 증상이 없고, 정기검진에서 진단된다. 제2형 당뇨병 환자 중 일부는 의식 저하와 저혈압(hypotension)이 동반한 고혈당 상태인 고혈당성 고삼투성 비케톤성 혼수(hyperosmolar hyperglycemic state)가 발병할 수 있다.

### 합병증
제2형 당뇨병은 수명이 10년 단축되는 만성질환이다. 이는 부분적으로는 합병증 때문인데, 여기에는 관상동맥질환(ischemic heart disease)이나 뇌졸중(stroke) 등의 심혈관계 질환(cardiovascular disease)이 2-4번 발생하며, 낮은 수준의 사지절단에서 20배 높은 수치, 입원율 증가 등이 있다. 선진국은 물론 이외 국가에서도 제2형 당뇨병은 비외상성 실명(nontraumatic blindness)과 신부전(kidney failure)의 가장 큰 원인이다. 또한 알츠하이머병(Alzheimer's disease)과 혈관성 치매(vascular dementia)와 같은 질병 과정에서 발생하는 인지 장애(cognitive dysfunction)와 치매(dementia)의 증가와도 연관되어 있다. 다른 증상으로는 흑색극세포증(acanthosis nigricans)과 같은 피부의 과다색소침착(hyperpigmentation), 성 기능 장애(sexual dysfunction), 잦은 감염이 있다. 또한 제2형 당뇨병과 가벼운 청각 손실 사이에도 연관이 있다.

## 원인
제2형 당뇨병은 생활습관과 유전 요인으로 인하여 발병한다. 식단이나 비만은 개인이 조절 가능하지만, 고령이나 성별, 유전은 그렇지 않다. 아프리카에서 비만은 여성에게 더 흔하다. 태아 발달 기간에 엄마의 영양 상태 역시 중요하며, DNA 메틸화(DNA methylation)와 같은 기전과 함께 작용한다. 장박테리아(intestinal bacteria)인 프레보텔라 코프리(Prevotella copri)와 박테로이즈 불가투스(Bacteroides vulgatus)는 제2형 당뇨병과 유관하다.

### 생활습관
비만이나 과체중(BMI 25 이상), 활동 저하, 식단 부실, 스트레스, 도시화 등 생활습관 요인은 제2형 당뇨병 발병에 있어 중요하다. 과도한 체지방의 경우 중국과 일본에서는 환자 중 30%, 유럽과 아프리카에서는 60-80%, 피마 인디언 (Pima Indian)과 태평양 도서주민(Pacific Islander)에게서는 100% 관련있다. 비만이 아닌 환자 중에서는 허리-엉덩이 비율(waist–hip ratio)이 높은 경우가 종종 보인다. 흡연은 발병율을 높인다. 수면 부족 역시 발병과 관련있다. 실험실 연구에서는 당뇨를 야기할 포도당 대사, 신경계 활동, 호르몬 요인의 변화와 단기 수면 부족과의 관계를 증명해 보였다.
식단 요인도 발병에 영향을 준다. 과도한 설탕음료 섭취는 발병율을 높인다. 식단에 포함된 지방 유형도 중요한데, 포화지방(saturated fat)과 트랜스지방산(trans fatty acid)은 발병율을 높이며 복합불포화지방(polyunsaturated fat)과 단일불포화지방(monounsaturated fat)은 발병율을 낮춘다. 백미(white rice)를 많이 섭취하는 것도 발병율 상승에 중요한 역할을 한다. 운동 부족은 전체 사례 중 7%의 원인으로 추정된다. 잔류성 유기 오염 물질(persistent organic pollutant) 역시 한 원인이다.

### 유전
당뇨의 대부분의 사례는 유전과 관련되어 있지만, 제2형 당뇨병으로 될 가능성을 높이는 데에 있어서는 작은 요인에 불과하다. 유전성 당뇨병의 비중은 72%에 해당한다. 36개 이상의 유전자와 80개의 단일염기 다형성(single nucleotide polymorphism, SNP)은 제2형 당뇨병 발병 요인이 된다고 밝혀졌다. 이런 유전자들은 전체 당뇨병 유전 요소 중 10%에 불과하다. TCF7L2 대립유전자(allele)는 발병율을 1.5배 높여, 가장 큰 유전변수 위험인자이다. 당뇨병에 관련된 가장 큰 유전 요소는 췌장 내 베타세포(beta cell) 기능이다.
또한 단일유전성(monogenic) 유형의 당뇨병이나 다른 특정 유형 당뇨병의 기형으로 발생하는 특이 케이스의 당뇨병이 있다. 저연령대 성숙기발병당뇨병(maturity onset diabetes of the young, MODY), 도너휴 증후군(Donohue syndrome), 랩슨-멘덴홀 증후군(Rabson–Mendenhall syndrome) 등이 있다. 저연령대 성숙기발병당뇨병은 청년층 당뇨병 중 1-5%를 점한다.

### 질병
당뇨병의 소인이 되는 약물이나 건강 문제들은 많다. 약물에는 당질코르티코이드(glucocorticoid), 티아지드(thiazide), 베타 차단제(beta blocker), 비정형적 항정신병제제(atypical antipsychotic), 스타틴(statin)이 있다. 임신성 당뇨병(gestational diabetes)을 앓았던 환자는 제2형 당뇨병 발병율이 높다. 관련 질병으로는 말단비대증(acromegaly), 쿠싱증후군(Cushing's syndrome), 갑상선기능항진증(hyperthyroidism), 크롬친화세포종(pheochromocytoma), 그리고 글루카곤종(glucagonoma) 등의 암이 있다. 암환자가 당뇨병도 있을 경우 사망율이 더 높아진다. 테스토스테론(testosterone) 결핍 역시 관련 있다. 섭식 장애(eating disorder)도 제2형 당뇨병과 관련 있어, 신경성 폭식증(bulimia nervosa)은 발병율을 높이고 신경성 식욕부진증(anorexia nervosa)은 감소시킨다.

## 병리학
제2형 당뇨병은 인슐린 저항(insulin resistance) 속에서 베타세포에서의 인슐린 분비 부진으로 인한 것이다. 일반 수치의 인슐린도 세포가 제대로 대응하지 못하는 것인 인슐린 저항은 근육, 간, 지방조직에 먼저 발생한다. 정상의 경우 인슐린은 간에서 포도당 방출을 억제한다. 그러나 인슐린 저항 상태에서 간은 혈액으로 포도당을 제대로 방출하지 못한다. 베타세포 기능부전에 있어 인슐린 저항이 차지하는 비중은 환자마다 다르른데, 인슐린 저항성은 크지만 인슐린 분비에 문제가 거의 없는 경우도 있고, 인슐린 저항성은 작지만 인슐린 분비가 크게 부진한 경우도 있다.
제2형 당뇨병과 인슐린 저항 관련 다른 중요 기전으로는
지방세포(fat cell) 내의 지질(lipid) 손실 증가, 인크레틴(incretin)에 대한 저항과 인크레틴 결여, 혈액 내 글루카곤(glucagon) 수치 증가, 신장의 염분 및 수분 보유 증가, 중추신경계통(central nervous system)의 대사 조절의 부진이 있다. 하지만 췌장 내 베타 세포의 인슐린 분비 장애도 동반되어야 한다는 점에서, 인슐린 저항 환자 전체가 당뇨병으로 발전하는 것은 아니다.
인슐린 저항 초기 단계에서, 베타 세포가 증대하면서 인슐린 둔감성(insulin insensitivity)을 보상하고자 인슐린 분비가 증가한다. 하지만 제2형 당뇨병이 현저해졌을 때, 환자는 이미 베타 세포 절반을 상실하였을 것이다.
베타세포 내 지방산(fatty acid)은 FOXO1을 활성화시켜서 베타세포의 세포자살(apoptosis)을 일으킨다.

## 진단
WHO 제시 당뇨 진단 기준(주석 참조)
2015년 미국당뇨협회 제시 진단 기준(주석 참조)
세계보건기구(World Health Organization, WHO)가 정의한 제1형•제2형 당뇨병은, 증상과 함께 혈당 수치(glucose reading) 증가, 혹은 아래 두 가지 수치 중 하나 혹은 둘 이상에 해당하는 것이다.
- 공복혈장포도당 7.0mmol/l 혹은 126mg/dl 이상
- 내당능검사(glucose tolerance test)에서 경구 복용 이후 2시간 차에 측정한 혈장포도당 11.1mmol/l 혹은 200mg/dl 이상

정형 증상(typical symptoms)이 보이는 상황에서 무작위 혈당검사 수치(random blood sugar)가 11.1mmol/l 혹은 200mg/dl 이상인 경우 혹은 당화 헤모글로빈(glycated hemoglobin) (HbA1c) 수치 48mmol/mol 혹은 6.5 DCCT % 이상이면 당뇨병으로 진단한다. 2009년 미국당뇨협회(American Diabetes Association, ADA), 국제당뇨연합(International Diabetes Federation, IDF), 유럽당뇨연구협회(European Association for the Study of Diabetes, EASD) 대표를 아우르는 국제전문가위원회(International Expert Committee)는 당뇨병 진단 기준을 48mmol/mol 혹은 6.5 DCCT % 이상으로 할 것을 권고하였다. 이는 2010년 미국당뇨협회가 채용하였다. 정형증상이 보이고 혈당 수치가 11.1mmol/l 혹은 200mg/dl를 초과하지 않으면 정적검사(positive test)를 빈복 시행한다.
당뇨병 진단 기준은 내당능검사, 공복포도당 혹은 HbA1c 중 하나의 검사 결과와 합병증인 망막증(retinopathy) 간의 관계에 입각하여 내린다. 측정에 편하기 때문에 공복혈당이나 무작위혈당이 내당능검사에서 주로 사용된다. HbA1c는 검사 전 금식이 필요없고 결과도 비교적 안정적이지만 혈중포도당 측정보다 비용이 더 든다는 단점이 있다. 미국 내 당뇨환자 중 20% 정도가 자신의 병에 대해 자각하지 못하는 것으로 추산된다.
제2형 당뇨병은 인슐린 저항과 상대적 인슐린 결핍 하에서 고혈당이 나오는 것을 특징으로 한다. 이는 랑게르한스섬(pancreatic islet) 세포의 파괴로 인한 절대적 인슐린 결핍이 발생하는 제1형 당뇨병(type 1 diabetes)과 임신으로 인한 고혈당으로 발병하는 임신성 당뇨병(gestational diabetes)과는 상반된다. 제1형•제2형 당뇨병은 현재 나타난 정황에 따라 구분될 수 있다. 증상이 의심되면, 항체 검사(antibody testing)가 제1형 당뇨병 진단에 도움이 되며, C-펩타이드(C-peptide) 수치가 제2형 진단에 도움이 되는데, C-펩타이드 수치가 정상이거나 높으면 제2형, 낮으면 제1형이다.

## 같이 보기
- 당뇨병
- 대사 증후군
- 인슐린 저항
- 제1형 당뇨병